# Branko Smerdel
Branko Smerdel (Zagreb, 1949.) je hrvatski sveučilišni profesor koji predaje na Pravnom fakultetu u Zagrebu na Katedri iz Ustavnog prava. Jedan je od najcjenjenijih stručnjaka za tumačenje Ustava. Bivši dekan Pravnog fakulteta.
Diplomirao je na Pravnom fakultetu u Zagrebu 1973. godine. Magistrirao je 1977. s temom Politička odgovornost ministara u parlamentarnom i skupštinskom sistemu. Doktorirao je 1984. godine s disertacijom Evolucija predsjedničke vlade u SAD: kongresni veto. Za asistenta na Katedri za ustavno pravo izabran je 1973. godine, za docenta 1985., izvanredni profesor postaje 1988. a redoviti 1990. godine. U trajno zvanje redovitog profesora izabran je 1996. Dobitnik Senior Fulbrightove stipendije. Autor je desetak knjiga te preko stotinu znanstvenih radova. 
Bio je član radnih skupina za izradu izbornog zakonodavstva, član radne skupine za izradu Ustava Republike Hrvatske te član radne skupine za izradu izmjena Ustavnog zakona o Ustavnom sudu Republike Hrvatske. Glavni urednik Zbornika PFZ od 2000. do 2003. godine. Dekan Pravnog fakulteta u Zagrebu od 2003. do 2005. godine. Član je utemeljitelj Akademije pravnih znanosti Hrvatske te nositelj niza društvenih priznanja i odlikovanja za znantsveni rad (Red Danice hrvatske s likom Ruđera Boškovića, nagrada Božidar Adžija).

## Zanimljivosti
Prof.dr.sc. Branko Smerdel žestoki je protivnik nadolazećeg Zakona o sprječavanju nereda na športskim natjecanjima jer smatra da se njime krše ljudska i ustavna prava te je svoju argumentaciju iznio Odboru za Ustav, Poslovnik i politički sustav Hrvatskog sabora. Predloženi zakon daje preširoke ovlasti policije, a ako se već ide na totalnu represiju gdje su onda odredbe o pravima građana u slučaju zloporabe i odgovornost za kršenje odredbi. Prekršena je ustavna odredba o pravu na slobodu kretanja. Primjerice, ovako kako stoji u čl. 7, da se osoba koja ide na sportsko natjecanje može privesti ako svojim ponašanjem izazove sumnju, redari i policajci mogu privesti mene i mog prijatelja koji se krećemo prema Dinamovom stadionu u Maksimiru, iako zapravo idemo u zoološki vrt, a popili smo gemišt pa malo čudno izgledamo. To je nedopustivo – kazao je prof. dr. sc. Branko Smerdel, koji se osobno osjeća ugroženim od predloženog zakona, iako nije agresivni navijač. Ovdje se odstupa od presumpcije ljudske nevinosti. Postoje neki američki senatori koji misle da teroristi nemaju ljudskih prava pa niti njima tamo to nije moglo proći. I navijači imaju ljudska prava. Posebno me još brine što nije osiguran sustav nadzora rada policije, za koji mislim da bi trebalo ovlastiti policiju. Dakle da sud nadzire rad policije, a policija redara-dobrovoljaca – predložio je prof. dr. sc. Smerdel.